# Trolls (film)
Trolls er en amerikansk computeranimationsfilm i 3D, produceret af DreamWorks Animation og udgivet i 2016.